# Georgia's Rome Challenger 2022 - Doppio
Questa è la prima edizione di questo torneo.
In finale Enzo Couacaud e Andrew Harris hanno sconfitto Ruben Gonzales e Reese Stalder con il punteggio di 6-4, 6-2.

## Teste di serie
1. Sriram Balaji  /  Jeevan Nedunchezhiyan (quarti di finale)
2. Ruben Gonzales  /  Reese Stalder (finale)

1. Rinky Hijikata /  Hsu Yu-hsiou (semifinale)
2. Enzo Couacaud /  Andrew Harris (campioni)

## Tabellone

### Legenda
| - Q = Qualificato - WC = Wild card - LL = Lucky loser | - ALT = Alternate - SE = Special Exempt - PR = Protected Ranking | - w/o = Walkover - r = Ritirato - d = Squalificato |

|  | Primo turno | Primo turno                | Primo turno              | Primo turno | Primo turno |  |  | Quarti di finale | Quarti di finale           | Quarti di finale           | Quarti di finale     | Quarti di finale     |   |   | Semifinali | Semifinali                  | Semifinali                  | Semifinali                   | Semifinali                   |   |   | Finale | Finale | Finale | Finale | Finale |  |
|  |             |                            |                          |             |             |  |  |                  |                            |                            |                      |                      |   |   |            |                             |                             |                              |                              |   |   |        |        |        |        |        |  |
|  | 1           | S Balaji J Nedunchezhiyan  | 4                        | 6           | [10]        |  |  |                  |                            |                            |                      |                      |   |   |            |                             |                             |                              |                              |   |   |        |        |        |        |        |  |
|  |             | T Matsui K Uesugi          | 6                        | 3           | [7]         |  |  | 1                | S Balaji J Nedunchezhiyan  | S Balaji J Nedunchezhiyan  | 4                    | 2                    |   |   |            |                             |                             |                              |                              |   |   |        |        |        |        |        |  |
|  |             | Y Nishioka S Shimabukuro   | Y Nishioka S Shimabukuro | 6           | 6           |  |  |                  | Y Nishioka S Shimabukuro   | Y Nishioka S Shimabukuro   | 6                    | 6                    |   |   |            |                             |                             |                              |                              |   |   |        |        |        |        |        |  |
|  |             | S Mochizuki J Shang        | S Mochizuki J Shang      | 3           | 1           |  |  |                  |                            |                            |                      |                      |   |   |            | Y Nishioka S Shimabukuro    | Y Nishioka S Shimabukuro    | 6(1)                         | 65                           |   |   |        |        |        |        |        |  |
|  | 4           | E Couacaud A Harris        | E Couacaud A Harris      | 6           | 2           |  |  |                  |                            | 4                          | E Couacaud A Harris  | E Couacaud A Harris  | 7 | 7 |            |                             |                             |                              |                              |   |   |        |        |        |        |        |  |
|  | Alt         | T Baadi S Mukund           | T Baadi S Mukund         | 0           | 0r          |  |  | 4                | E Couacaud A Harris        | E Couacaud A Harris        | 6                    | 6                    |   |   |            |                             |                             |                              |                              |   |   |        |        |        |        |        |  |
|  | Alt         | N Chappell B Sigouin       | 6                        | 2           | [10]        |  |  | Alt              | N Chappell B Sigouin       | N Chappell B Sigouin       | 2                    | 2                    |   |   |            |                             |                             |                              |                              |   |   |        |        |        |        |        |  |
|  | Alt         | B Gojo B Harris            | 2                        | 6           | [4]         |  |  |                  |                            |                            |                      |                      |   |   | 4          | Enzo Couacaud Andrew Harris | Enzo Couacaud Andrew Harris | 6                            | 6                            |   |   |        |        |        |        |        |  |
|  |             | L Margaroli Y Uchiyama     | L Margaroli Y Uchiyama   | 3           | 65          |  |  |                  |                            |                            |                      |                      |   |   |            |                             | 2                           | Ruben Gonzales Reese Stalder | Ruben Gonzales Reese Stalder | 4 | 2 |        |        |        |        |        |  |
|  |             | B Shelton K Smith          | B Shelton K Smith        | 6           | 7           |  |  |                  | B Shelton K Smith          | B Shelton K Smith          | 1                    | 4                    |   |   |            |                             |                             |                              |                              |   |   |        |        |        |        |        |  |
|  |             | L Draxl G Nanda            | 4                        | 6           | [5]         |  |  | 3                | R Hijikata Y-h Hsu         | R Hijikata Y-h Hsu         | 6                    | 6                    |   |   |            |                             |                             |                              |                              |   |   |        |        |        |        |        |  |
|  | 3           | R Hijikata Y-h Hsu         | 6                        | 3           | [10]        |  |  |                  |                            |                            |                      |                      |   |   | 3          | R Hijikata Y-h Hsu          | R Hijikata Y-h Hsu          | 64                           | 5                            |   |   |        |        |        |        |        |  |
|  |             | A Galarneau A Rybakov      | 6                        | 69          | [8]         |  |  |                  |                            | 2                          | R Gonzales R Stalder | R Gonzales R Stalder | 7 | 7 |            |                             |                             |                              |                              |   |   |        |        |        |        |        |  |
|  |             | A Kovacevic M Pervolarakis | 3                        | 7           | [10]        |  |  |                  | A Kovacevic M Pervolarakis | A Kovacevic M Pervolarakis | 3                    | 3                    |   |   |            |                             |                             |                              |                              |   |   |        |        |        |        |        |  |
|  | Alt         | E Clark J Sheehy           | E Clark J Sheehy         | 3           | 6(1)        |  |  | 2                | R Gonzales R Stalder       | R Gonzales R Stalder       | 6                    | 6                    |   |   |            |                             |                             |                              |                              |   |   |        |        |        |        |        |  |
|  | 2           | R Gonzales R Stalder       | R Gonzales R Stalder     | 6           | 7           |  |  |                  |                            |                            |                      |                      |   |   |            |                             |                             |                              |                              |   |   |        |        |        |        |        |  |